# 许湾街道
许湾街道，原名许湾乡，是中华人民共和国河南省周口市川汇区下辖的一个乡镇级行政单位，2021年撤乡设街道。

## 行政区划
许湾街道下辖以下地区：
许湾村、关庄村、李庄村、彭楼村、大王村、孔庄村、后张村、张车楼村、曾庄村、熊楼村、程寺村、双各村、田庄村、前张村、崔营村、苑老村、车张村、西张村、上楼村、张布口村、项庄村、刘庄村、大张村、于庄村、蒋桥村、菜路口村、赵庄村、石庄村和邓楼村。